# Gumiel de Mercado
Gumiel de Mercado é um município da Espanha na província de Burgos, comunidade autónoma de Castela e Leão, de área 57,98 km² com população de 387 habitantes (2007) e densidade populacional de 6,66 hab/km².

## Demografia
| Variação demográfica do município entre 1991 e 2004 | Variação demográfica do município entre 1991 e 2004 | Variação demográfica do município entre 1991 e 2004 | Variação demográfica do município entre 1991 e 2004 |
| --------------------------------------------------- | --------------------------------------------------- | --------------------------------------------------- | --------------------------------------------------- |
| 1991                                                | 1996                                                | 2001                                                | 2004                                                |
| 457                                                 | 406                                                 | 377                                                 | 386                                                 |